# Љупчо Коцарев
Љупчо Коцарев (Скопље, 25. фебруар 1955) је македонски научник, академик и професор физике и електро-техничких наука.

## Биографија
Основно, средње и високо образовање (Електротехнички факултет) је завршио у свом родном граду Скопљу у Социјалистичкој Републици Македонији. Магистрирао је на Електротехничком факултету у Београду, а докторирао на Институту за физику Природно-математичког факултета у Скопљу.
Од 1999. до 2016. године био је запослен на Универзитету у Калифорнији, Сан Диего, САД. Студирао је у Сједињеним Државама, Немачкој, Италији, Мађарској, Шпанији и Јапану. 2006. године изабран је за члана IEEE (члана Америчког друштва електроинжењера). За члана Македонске академије наука и уметности ван радног састава је изабран 27. маја 2003, а за редовног члана 1. маја 2007. Од 1 јануара 2020 је изабран за Председника Македонске академије наука и уметности.

## Научни допринос
Научна област деловања и допринос Љупча Коцарева обухвата више области физике и техничких наука, од нелинеарне   физике, сложених система и мрежа (електрична кола и системи) до теорије информација, криптографије, машинског учења и обраде података. У периоду од 1986. године до данас објавио је више од 140 публикација у часописима са импакт фактором и више од 150 публикација у збиркама рецензираних радова са међународних и домаћих конференција, као и десетине других радова (без импакт фактора). Био је уредник 6 књига и аутор 6 патената одобрених у САД и Европи. Његове публикације цитиране су према Google Scholar индексу 11.248 пута (подаци од 25.10.2015). Према статистикама које је водио издавач Спрингер, укупан број преузетих текстова из књига које је уредио акад. Коцарев је 36.500 (подаци од 2014).

## Награде
Добитник је државне македонске награде за животно дело "11. Октобар".